# 克里斯多福·喬普

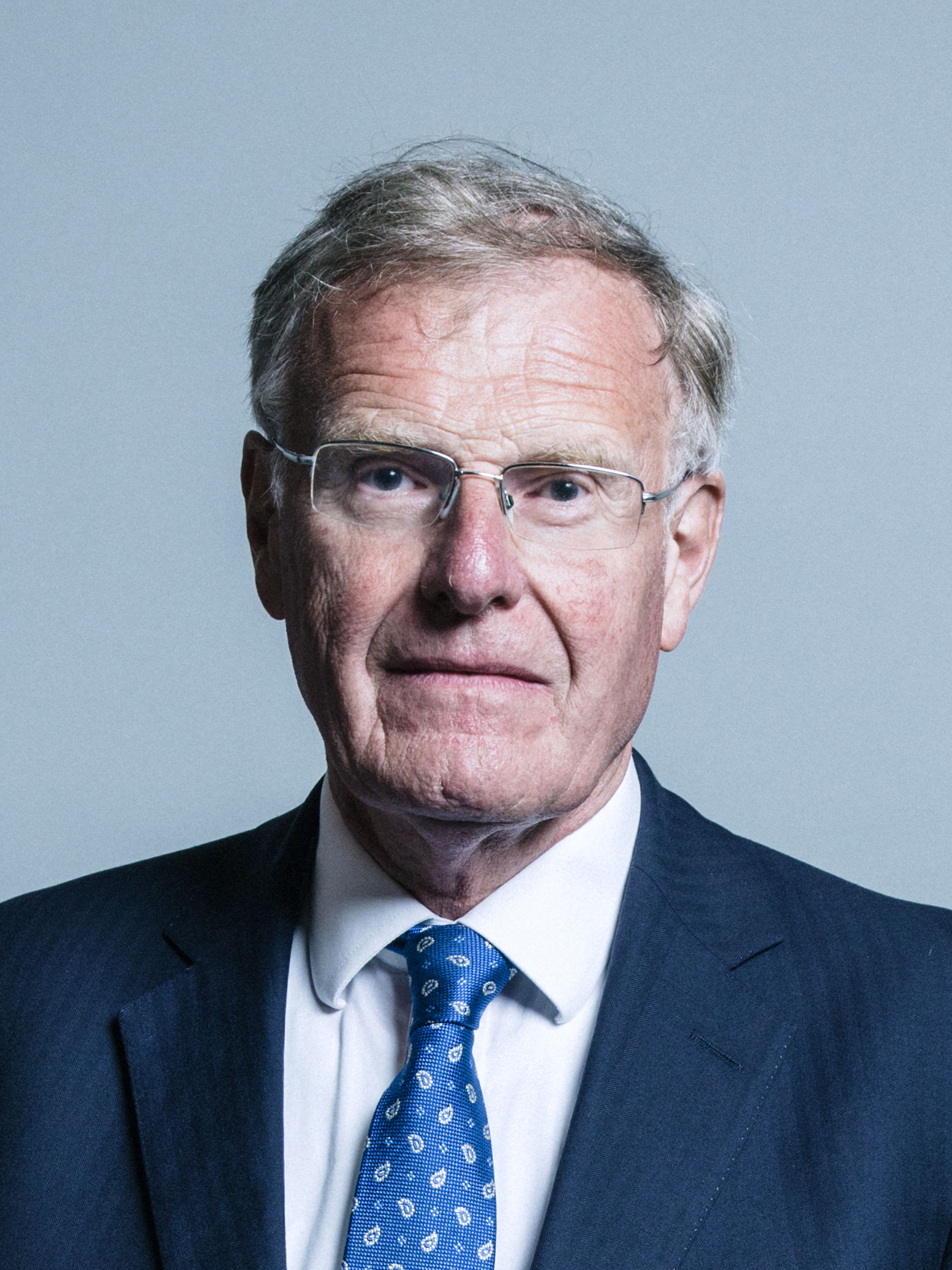

克里斯多福·喬普（英語：Christopher Chope，1947年5月19日—），英格蘭保守黨籍政治人物，自1983年任南安普頓伊欽選區英國下議院議員，1992年連任失敗。之後於1997年轉戰克賴斯特徹奇選區，並連任至今。